# Morte per dote
La morte per dote (o omicidio di dote) è l'uccisione o l'induzione al suicidio delle donne attraverso tortura e molestie da parte di mariti o suoceri per una disputa sulla loro dote. Le morti per dote avvengono principalmente in India, Pakistan, Bangladesh e Iran. Nel 2010 in India si sono verificati 8.381 casi di morte per dote, circa 1.4 morti ogni 100.000 donne. La morte per dote rappresenta circa il 40-50% dei femminicidi avvenuti in India, un trend che si è mantenuto stabile nel periodo tra il 1999 e il 2016.
La morte per dote è considerata una delle categorie di femminicidio oltre che una delle molte categorie di violenza contro le donne, insieme allo stupro, alla mutilazione genitale femminile e alle aggressioni con acido.

## Cause e statistiche
Nel subcontinente indiano, per tradizione la ragazza da sposare deve portare alla famiglia dello sposo una dote molto consistente. Per procurare una dote alla figlia, le famiglie arrivano a indebitarsi e i ricercatori hanno osservato una correlazione fra le oscillazioni nel prezzo dell'oro e le percentuali di aborto selettivo femminile.

### Bangladesh
Nel 2018, una donna bengalese denunciò il marito e la famiglia di lui per averla convinta a sottoporsi a un'operazione chirurgica in cui le è stato asportato un rene senza informarla: il marito aveva venduto il rene della moglie sul mercato nero degli organi, al prezzo della dote che la famiglia della sposa non riusciva a pagare.

### India
Il governo indiano ha reso illegale la pratica della dote con il "Dowry prohibition act" nel 1961, ciononostante la pratica continua e non di rado produce forti tensioni fra i due sposi e fra le due famiglie.
Ci sono casi documentati in cui la famiglia dello sposo, scontenta della dote corrisposta dalla famiglia della sposa, ha ucciso la donna simulando un suicidio o un incidente domestico. Questa pratica è denominata "bride burning".
Sebbene le morti per dote in India non si limitano solo a una religione specifica, sono più frequenti nelle comunità Hindi e Sikh del nord del paese, in particolare nel Punjab, nel Rajasthan e nell'Uttar Pradesh.

### Pakistan
Nel Pakistan la dote (chiamata "Jahez") è parte della cultura e si stima che avvenga in circa il 95% dei matrimoni in tutte le regioni del paese. Il pagamento avviene attraverso il trasferimento della dote dalla famiglia della sposa a quella dello sposo. Le morti per dote sono aumentate nel corso degli ultimi decenni. Con circa 2000 morti per dote annuali, e un tasso di circa 2.45 morti ogni 100.000 donne, il Pakistan ha il tasso più alto al mondo.

### Iran
La dote è un'antica usanza della Persia, e localmente chiamata jahâz (a volte scritto jahiziyeh). La violenza e le morti legate alla dote in Iran sono riportate sui giornali iraniani, alcuni dei quali compaiono sui media inglesi. Kiani e altri, in uno studio del 2014, segnalano le morti per dote in Iran. Il film del 2018 della regista iraniana Maryam Zahirimehr "Endless?" affronta il trauma legato alla morte per dote in Iran.

## Sforzi internazionali per l’eradicazione
I resoconti di morti per dote hanno attirato l'interesse pubblico e scatenato un movimento di attivisti globali che cerca di porre fine alla pratica. Le Nazioni Unite (ONU) hanno svolto un ruolo fondamentale in questa comunità di attivisti nella lotta alla violenza contro le donne, comprese le morti per dote.

### Nazioni Unite
Le Nazioni Unite sono state promotrici dei diritti delle donne sin dalla loro istituzione nel 1945, affermandolo esplicitamente nel Preambolo della loro Carta, nella Dichiarazione universale dei diritti umani (adottata nel 1948), nel Patto internazionale sui diritti civili e politici (adottato nel 1966), nella Convenzione internazionale sui diritti economici, sociali e culturali (anch'essa adottata nel 1966) (questi tre documenti sono noti collettivamente come Carta internazionale dei diritti) e nella Convenzione sull'eliminazione di ogni forma di discriminazione della donna (CEDAW) (2012).
Il Fondo delle Nazioni Unite per l'infanzia (UNICEF), sebbene prevalentemente focalizzato sul miglioramento della qualità dell'istruzione disponibile per i bambini a livello globale, ha anche assunto una posizione proattiva contro la morte per dote. Il 9 marzo (Giornata internazionale della donna), 2009, in una conferenza stampa a Washington DC, la direttrice esecutiva dell'UNICEF, Ann M. Veneman, ha condannato pubblicamente le morti per dote e i sistemi legislativi che consentono ai colpevoli di restare impuniti. Nel 2009, l'UNICEF ha lanciato il suo primo Piano d'Azione Prioritario Strategico per l'Uguaglianza di Genere, seguito da un secondo Piano d'Azione nel 2010 e un terzo nel 2022. L'obiettivo di questi piani è stato quello di rendere l'uguaglianza di genere una priorità più elevata in tutti i programmi e le funzioni internazionali dell'UNICEF. 

### Organizzazioni private
Amnesty International, nel tentativo di educare il pubblico, ha citato le morti per dote come uno dei principali fattori che contribuiscono alla violenza globale contro le donne. Inoltre, nelle sue valutazioni annuali sui diritti umani, Amnesty International critica l’India per il verificarsi di morti per dote e per l’impunità garantita ai suoi autori. 
Human Rights Watch ha anche criticato il governo indiano per la sua incapacità di fare progressi verso l'eliminazione delle morti per dote e per la sua mediocre performance nel portare i suoi autori di fronte alla giustizia nel 2011. Nel 2004, il Global Fund for Women ha lanciato il suo progetto di finanziamento "Now or Never". Questa campagna ha lo scopo di raccogliere fondi a livello nazionale e di conseguenza finanziare gli sforzi delle organizzazioni femministe in tutto il mondo, comprese le attiviste per i diritti delle donne indiane. A partire dal 2007, il fondo Now or Never ha raccolto e distribuito circa 7 milioni di dollari. 
Un'organizzazione relativamente più piccola, V-Day, si è dedicata a combattere la violenza contro le donne. Organizzando eventi come rappresentazioni teatrali, mostre d'arte e workshop in comunità e campus universitari in tutti gli Stati Uniti, V-Day raccoglie fondi e istruisce il pubblico su argomenti di violenza di genere, tra cui la morte per dote. Le rappresentazioni teatrali complete sulle morti per dote includono "The Bride Who Would Not Burn".